# Монголска чинка
Монголска чинка (Bucanetes mongolicus) е вид птица от семейство Чинкови (Fringillidae).

## Разпространение и местообитание
Разпространен е в Азербайджан, Армения, Афганистан, Индия, Иран, Казахстан, Киргизстан, Китай, Монголия, Непал, Русия, Таджикистан, Турция и Узбекистан.